# Torsten Olson
Torsten Edvard Olson, född 13 september 1895 i Bromma, död 8 april 1982 i Hunnebostrand, var en svensk målare, tecknare och skulptör.
Han var son till tapetseraren Johan Edvard Olsson och Alma Sandström och från 1936 gift med Lisa Matilda Andersson (1914–2002) samt bror till Tage Olson. Han var först verksam som yrkesmålare fram till 1946. Han var under 1910-talet under tre års tid elev i frihandsteckning vid Tekniska aftonskolan i Stockholm och under 1950-talet studerade han vid Gerlesborgsskolan i Bohuslän. Separat ställde han ut i bland annat Arvika, Bengtsfors, Tibro, Mariestad och Lysekil. Bland hans offentliga arbeten märks en målning i Folkets hus i Hunnebostrand. Hans konst består av landskapsmålningar från Bohuslän och teckningar samt mindre skulpturer.  